# 내 마음의 클래식 (원음방송)
내 마음의 클래식은 대한민국의 방송국인 원음방송 (서울 FM 89.7MHz, 부산 FM 104.9MHz, 광주 FM 107.9MHz, 전북 FM 97.9MHz, 대구 FM 98.3MHz)에서 평일 아침 9시부터 10시까지 방송했던 클래식 음악 전문 라디오 프로그램이다. 2020년 2월 28일 자로 1년만에 폐지되었다.

## 진행자
- 서기열

## 기획 의도
- 바쁜 일상 속, 넉넉한 즐거움. ‘내 마음의 클래식’일상에 깊숙이 들어와 있는 클래식 음악과 이야기를 쉽고 편하고 재미있게 들려드립니다. 월요일에서 금요일, 아침 9시~10시. 클래식과 함께하는 편안한 하루~!

## 구성 내용
- 1부: 아는 만큼 들린다! 알고 들으면 더 재미있는 클래식 용어 또는 감상 포인트에 관해 알아보는 시간과 이어지는 퀴즈까지!
- 2부: 국내를 넘어 세계가 인정하는 자랑스러운 한국의 연주자들! 연주자들에 관한 이야기와 그들이 연주하는 음악을 듣는 시간.

## 코너 소개
- (월) 1부: 비바체(Vivace)아침 / 2부: 연주회 소식 
  - 1부: 월요일 아침, 경쾌하고 빠른 클래식을 들으며 한 주를 기분 좋게 시작하는 시간
  - 2부: 국내 연주회 소식
- (화) ‘불멸의 음악 불멸의 연주’ 
  - 이달의 음악가는 누구일까? 매주 화요일, 월간(月刊) 음악가를 선정해 한 달 동안 한 음악가의 발자취를 더듬어보는 시간.
- (수) 음악으로 보는 시네마 
  - 클래식이 낯설다면 영화와 함께! 영화에 얽힌 클래식을 영화 내용과 함께 듣는 시간.
- (목) 전곡 감상 시리즈 
  - 라디오에서 전곡을? 전곡을 듣기 쉽지 않은 라디오에서 들을 수 있는 기회! 쉽고 재미있는 해설을 통해 전곡을 들어보는 시간.
- (금) 1부: 클래식 사전 + 퀴즈 / 2부: 한국의 연주자들

## 같이 보기
- WBS FM